# N754 (België)
De N754 is een gewestweg in de Belgische provincie Limburg. Deze weg vormt de verbinding tussen Herk-de-Stad en Borgloon.
De totale lengte van de N754 bedraagt ongeveer 23 kilometer.

## Plaatsen langs de N754
- Herk-de-Stad
- Stevoort
- Terkoest
- Alken
- Wellen
- Herten
- Borgloon

## N754a
De N754a is een aftakking van de N754 in de plaats Borgloon. De 1,5 kilometer lange route verbindt de N754 aan de noordkant van Borgloon met de N79a in het centrum van Borgloon.
De route kruist hierbij de N76k.